# Louis-Charles Féron
Pour les articles homonymes, voir Féron.
Louis-Charles Féron, né le 28 novembre 1793 à Saint-Grégoire-du-Vièvre et mort le 24 décembre 1879 à Clermont-Ferrand est un prélat catholique français du XIXe siècle, évêque de Clermont de 1834 à sa mort.

## Biographie
Louis-Charles Féron naît le 28 novembre 1793 à Saint-Grégoire-du-Vièvre dans une ancienne famille de laboureurs et de marchands normands. Il est le fils de Jean-Charles Féron (1767-1853) et de Marie-Anne Huard (1770-1853), mariés à Saint-Grégoire-du-Vièvre le 18 février 1793.
Le jeune homme est ordonné prêtre pour le diocèse d'Évreux par Jean-Baptiste Bourlier le 14 février 1818.
Alors qu'il est curé du canton d'Évreux-Sud dès 1824, son évêque, Salmon du Châtelier, fait nommer l'abbé Féron  archiprêtre de la cathédrale Notre-Dame et membre du conseil de fabrique en 1825. Il reçoit à cette occasion le camail de chanoine du chapitre de la cathédrale.
Le chanoine Féron est nommé évêque de Clermont par ordonnance royale en date du 21 novembre 1833 et reçoit l'investiture canonique du pape Grégoire XVI le 20 janvier 1834. Il est sacré par Hyacinthe-Louis de Quélen, archevêque de Paris, le 16 mars suivant, avec pour co-consécrateurs principaux Gallard, évêque de Meaux, et Blanquart de Bailleul, évêque de Versailles.
Il est finalement installé dans la cathédrale Notre-Dame de l'Assomption à Clermont le 15 avril 1834.
Fait chevalier de la Légion d'Honneur par décret impérial le 28 décembre 1854, il est promu au grade d'officier le 9 juillet 1862.
Après un long épiscopat de quarante-cinq ans, Louis-Charles Féron meurt au palais épiscopal de Clermont le 24 décembre 1879, âgé de 86 ans.

## Succession apostolique
Louis-Charles Féron a ordonné les évêques suivants :
- Évêque Pierre-Alfred Grimardias (1866)
- Archevêque Jean-Baptiste Salpointe (en) (1869)

## Distinctions et rang ecclésiastique

### Rang ecclésiastique
- : Prêtre de l'Église catholique (14 février 1818)
- : Curé du canton d'Évreux-Sud[6] (vers 1824)
- : Chanoine du chapitre de la cathédrale Notre-Dame d'Évreux (1825)
- : Évêque (20 janvier 1834)

### Décorations civiles
- Officier de la Légion d'honneur (9 juillet 1862)[7]
  -  Chevalier de la Légion d'honneur (28 décembre 1854)